# Campeonato da Europa de Atletismo de 2022 - 5000 m masculino
A prova dos 5000 metros masculino do Campeonato da Europa de Atletismo de 2022 foi disputada no dia 16 de agosto de 2022, no Estádio Olímpico de Munique, em Munique na Alemanha. 

## Recordes
Antes desta competição, os recordes mundiais e do campeonato nesta prova eram os seguintes:
|                       | Nome               | Nacionalidade | Tempo      | Local     | Data                  |
| --------------------- | ------------------ | ------------- | ---------- | --------- | --------------------- |
| Recorde mundial       | Joshua Cheptegei   | Uganda        | 12m 35s 36 | Mónaco    | 14 de agosto de 20020 |
| Recorde europeu       | Jakob Ingebrigtsen | Noruega       | 12m 48s 45 | Florença  | 10 de junho de 20021  |
| Recorde do campeonato | Jack Buckner       | Reino Unido   | 13m 15s 15 | Estugarda | 31 de agosto de 1986  |

## Medalhistas
| Ouro                     | Prata               | Bronze                    |
| Jakob Ingebrigtsen (NOR) | Mohamed Katir (ESP) | Yemaneberhan Crippa (ITA) |

## Cronograma
Todos os horários são locais (UTC+2).
| Data         | Hora  | Evento |
| ------------ | ----- | ------ |
| 16 de agosto | 21:08 | Final  |

## Resultado final
A final ocorreu no dia 16 de agosto às 21:08.
| Posição           | Atleta                 | Nacionalidade | Tempo    | Notas                |
| ----------------- | ---------------------- | ------------- | -------- | -------------------- |
| Medalha de ouro   | Jakob Ingebrigtsen     | Noruega       | 13:21.13 |                      |
| Medalha de prata  | Mohamed Katir          | Espanha       | 13:22.98 | Recorde da temporada |
| Medalha de bronze | Yemaneberhan Crippa    | Itália        | 13:24.83 |                      |
| 4                 | Andreas Almgren        | Suécia        | 13:26.48 | Recorde pessoal      |
| 5                 | Mike Foppen            | Países Baixos | 13:27.93 |                      |
| 6                 | Sam Parsons            | Alemanha      | 13:30.38 |                      |
| 7                 | Andrew Butchart        | Reino Unido   | 13:31.47 |                      |
| 8                 | Brian Fay              | Irlanda       | 13:31.87 |                      |
| 9                 | Sam Atkin              | Reino Unido   | 13:32.35 |                      |
| 10                | Jonas Glans            | Suécia        | 13:32.71 |                      |
| 11                | Isaac Kimeli           | Bélgica       | 13:33.39 |                      |
| 12                | Abdessamad Oukhelfen   | Espanha       | 13:33.63 |                      |
| 13                | Pietro Riva            | Itália        | 13:34.09 |                      |
| 14                | Adel Mechaal           | Espanha       | 13:35.92 |                      |
| 15                | Jonas Raess            | Suíça         | 13:36.18 |                      |
| 16                | Darragh McElhinney     | Irlanda       | 13:39.11 |                      |
| 17                | Narve Gilje Nordås     | Noruega       | 13:39.12 |                      |
| 18                | Elzan Bibić            | Sérvia        | 13:39.60 |                      |
| 19                | Hugo Hay               | França        | 13:45.63 |                      |
| 20                | Davor Aaron Bienenfeld | Alemanha      | 13:45.70 |                      |
| 21                | Patrick Dever          | Reino Unido   | 13:45.89 |                      |
| 22                | Joel Ibler Lillesø     | Dinamarca     | 13:50.24 |                      |
| 23                | Michael Somers         | Bélgica       | 13:57.82 |                      |
| 24                | Felix Bour             | França        | 14:05.84 |                      |

Legenda
| Recorde mundial       | Recorde mundial (World record)               |                       | Recorde africano                      | Recorde africano (African) |                                           | Q | Classificado por posição (Qualified) |
| Recorde do campeonato | Recorde do campeonato (Championship record)  | Recorde da América    | Recorde da América (Americas)         | q                          | Classificado por melhor tempo (Qualified) |   |                                      |
| Melhor marca do ano   | Melhor marca do ano (World leading)          | Recorde asiático      | Recorde asiático (Asian)              | DNS                        | Não largou (Did not start)                |   |                                      |
| Recorde nacional      | Recorde nacional (National record)           | Recorde europeu       | Recorde europeu (European)            | DNF                        | Não terminou (Did not finish)             |   |                                      |
| Recorde pessoal       | Recorde pessoal do atleta (Personal best)    | Recorde da Oceania    | Recorde da Oceania (Oceania)          | DSQ / DQ                   | Desclassificado (Disqualified)            |   |                                      |
| Recorde da temporada  | Recorde da temporada do atleta (Season best) | Recorde sul-americano | Recorde sul-americano (South America) | NM                         | Sem marca (No mark)                       |   |                                      |